# Петряев, Александр Акимович
Александр Акимович Петряев (21 ноября 1925, Галактионово, Енисейская губерния — 30 июня 1944, Борисов, Минская область) — механик-водитель танка 3-й гвардейской танковой бригады 3-го гвардейского танкового корпуса 5-й гвардейской танковой армии 3-го Белорусского фронта, Герой Советского Союза.

## Биография
Родился 21 ноября 1925 года в селе Галактионово (ныне Краснотуранского района Красноярского края). Русский. Жил в селе Курагино Красноярского края, учился в Курагинской семилетней школе. Работал в колхозе.
По достижении возраста 18 лет, в 1944 году призван в ряды Красной Армии. Окончил полковую школу танкистов.
В ночь на 30 июня 1944 года экипаж Т-34-85 в составе командира танка Павла Рака, механика-водителя танка Александра Петряева и стрелка-радиста танка Алексея Данилова прорвался через реку Березину в город Борисов Минской области по заминированному мосту. В течение 16 часов экипаж сражался на улицах города. Ими было уничтожено много живой силы и техники врага, что способствовало освобождению города 1 июля советскими войсками. Фашисты бросили против экипажа несколько танков и самоходные орудия. В неравном бою воины погибли.

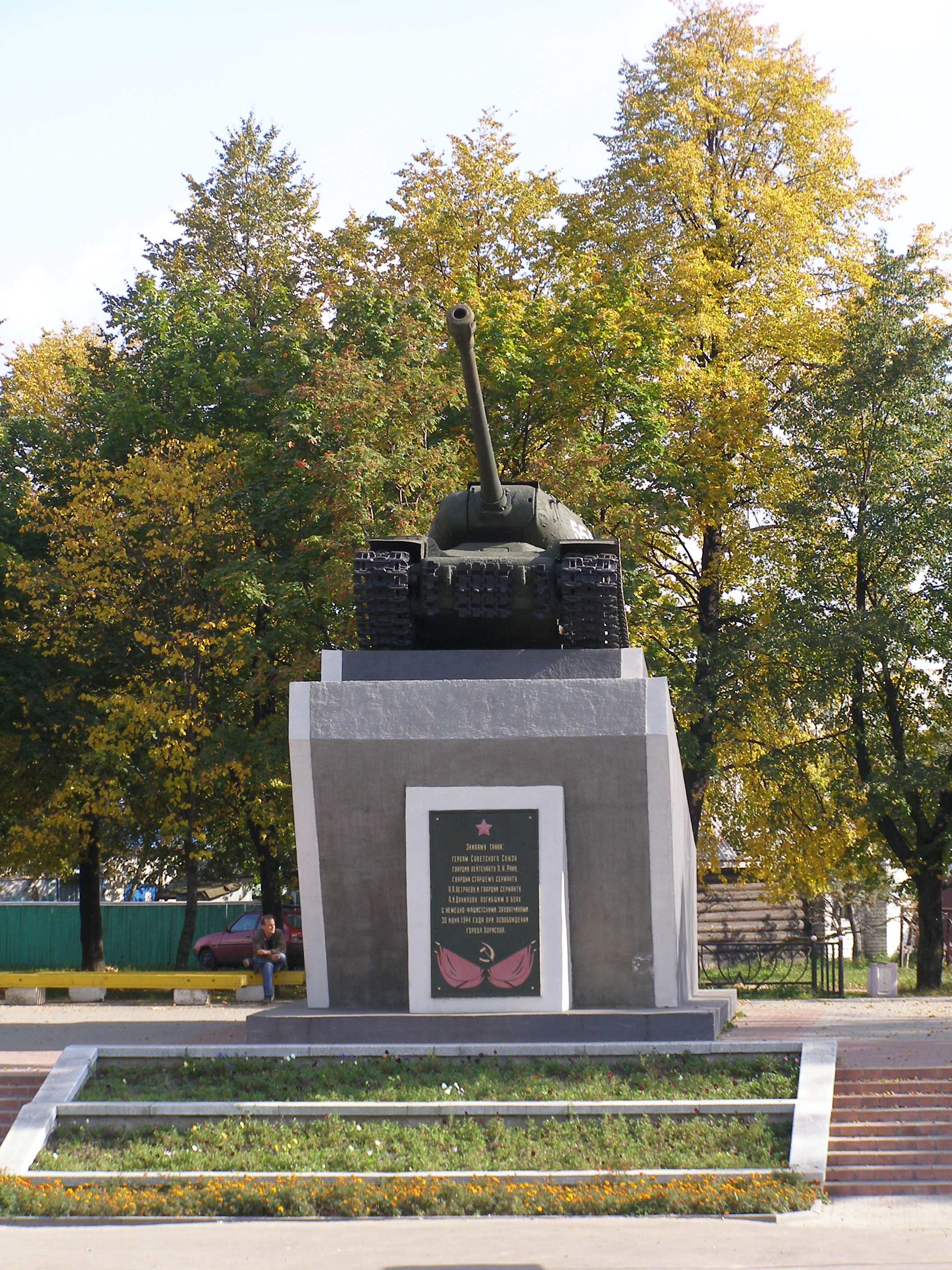
Памятник экипажу Павла Рака в Борисове.

Звание Героя Советского Союза посмертно присвоено 24 марта 1945 года. Также этого звания удостоены были и члены экипажа Павел Рак и Алексей Данилов.

### Увековечение памяти
На правом берегу реки Березина в Борисове памяти экипажа возведён монумент.
Именем Александра Петряева названа одна из улиц города Борисова, улица в центре посёлка Курагино, Курагинская восьмилетняя школа, а с 2015 года Курагинская средняя общеобразовательная школа № 1, детская библиотека города Норильска.